# Gwinea Bissau na letnich igrzyskach olimpijskich
Reprezentanci Gwinei Bissau występują na letnich igrzyskach olimpijskich nieprzerwanie od 1996 roku, zadebiutowali wtedy podczas igrzysk w Atlancie. 
W latach 1996–2008 Za każdym razem reprezentacja Gwinei Bissau liczyła 3 osoby. Podczas igrzysk w Londynie (2012) reprezentacja tego kraju liczyła 4 osoby.
Organizacją udziału reprezentacji Gwinei-Bissau na igrzyskach zajmuje się Comité Olímpico da Guiné-Bissau

## Tabela medalowa
| Igrzyska            | Złoto | Srebro | Brąz | Razem |
| ------------------- | ----- | ------ | ---- | ----- |
| Atlanta 1996        | 0     | 0      | 0    | 0     |
| Sydney 2000         | 0     | 0      | 0    | 0     |
| Ateny 2004          | 0     | 0      | 0    | 0     |
| Pekin 2008          | 0     | 0      | 0    | 0     |
| Londyn 2012         | 0     | 0      | 0    | 0     |
| Rio de Janeiro 2016 | 0     | 0      | 0    | 0     |
| Tokio 2020          | 0     | 0      | 0    | 0     |
| Razem               | 0     | 0      | 0    | 0     |